# 나쓰메 소세키
나쓰메 소세키(일본어: 夏目 漱石, 1867년(게이오 3년) 1월 11일~1916년(다이쇼 5년) 1월 9일)는 일본의 소설가이자 평론가, 영문학자이다. 본명은 나쓰메 긴노스케(일본어: 夏目 金之助)이다. 《도련님》, 《나는 고양이로소이다》, 《마음》 등의 작품으로 널리 알려져있으며, 모리 오가이와 더불어 메이지 시대의 대문호로 꼽힌다. 소설, 수필, 하이쿠, 한시 등 여러 장르에 걸쳐 다양한 작품을 남겼다.
그의 사상과 윤리관 등은 후대 일본의 많은 근현대 작가들에게 영향을 주었다. 나쓰메 소세키의 초상은 일본 지폐 천엔(千円)권에 담겨 있었으나, 현재 천엔(千円)권에는 노구치 히데요로 바뀌었다. 현재는 해외에까지 그 이름이 알려져서 중국, 미국, 영국뿐만 아니라 한국에서도 일본의 근대작가 중에서 가장 폭넓게 연구되고 있다.

## 생애

### 어린 시절
게이오 3년(1867년) 1월 11일(음력 1월 5일)에 에도의 우시고메 바바시모요코초(오늘날 신주쿠구 기쿠이 정)에서 나쓰메 고효에 나오카쓰(夏目小兵衛直克)의 막내로 태어났다. 자식 많은 집에서 늦둥이로 태어났으므로, 어머니가 부끄럽게 여겼다. 긴노스케라는 이름은 태어난 날이 경신일(庚申日, 이날 태어난 아이는 큰 도둑이 된다는 미신이 있었다)이었으므로, 액을 막는 의미에서 긴(金)이라는 글자가 이름에 들어갔다. 세 살 때쯤 걸린 천연두 흔적은 이후에도 남았다.
당시 에도 막부가 붕괴한 이후 혼란기였고, 생가는 몰락하고 있었으므로 태어난 직후에 요쓰야(四谷)의 낡은 도구점(일설에는 야채가게)에 양자로 갔지만, 늦은 밤까지 물건 옆에서 나란히 자는 것을 지켜본 누나가 불만을 품고 곧 본가로 데리고 왔다. 이후 1세 때 부친의 친구였던 시오바라 쇼노스케(塩原昌之助)의 양자로 갔지만, 양부였던 쇼노스케의 여성 문제가 들통나는 등 가정불화가 불거지면서 7세 때 양모가 잠깐 생가로 데려왔다. 이후 양부모 이혼과 함께 9세 때 생가로 되돌아오지만, 친부와 양부 대립으로 말미암아 나쓰메가로 복적한 게 21세 때 일이다. 이러한 양부모와 관계는 이후 소설 《한눈팔기》의 소재가 되었다.
어수선한 집안 분위기 속에서 이치가야 학교(市ヶ谷学校)를 거쳐 니시키하나 소학교(錦華小学校)로 전학했다. 12세 때인 메이지 12년(1879년)에 도쿄부 제1중학 정칙과(正則科, 훗날 부립 1중, 오늘날 도쿄도립 히비야 고등학교)에 입학했다. 그러나 대학 예비문 수험에 필수였던 영어 수업이 없던 것과 함께 한학과 문학에 뜻을 두었으므로 2년 뒤 중퇴했다. 메이지 16년(1883년)에 대학 예비문 수험을 위해 영어를 가르치던 영학숙 세이리쓰 학사(成立学舎)에 입학해 두각을 드러냈다.
메이지 17년(1884년)에 무사히 대학 예비문 예과에 입학했다. 당시 하숙 동료로 훗날 남만주 철도 총재가 되는 나카무라 요시코토가 있다. 메이지 19년(1886년)에 대학 예비문이 제1고등중학교로 개칭하고, 이후 맹장염 등으로 인해 예과 2급의 진급시험을 통과하지 못하고 요시코토와 함께 낙제하였다. 이후 사립학교 교사를 지냈으며, 영어실력이 우수했다.

### 시키와의 만남
1889년에 동창생으로 소세키에게 문학적·인간적으로 많은 영향을 준 마사오카 시키와 처음으로 만났다. 시키가 손수 쓴 한시나 하이쿠 등을 묶은 문집 《나나쿠사슈》(七草集)가 돌고 있을 때 소세키가 그 비평을 권말에 한문으로 쓴 게 우정의 시작이었으며, 이때 처음으로 ‘소세키’라는 호를 사용했다. 소세키라는 이름은 《진서》(晉書)의 고사 ‘수석침류’(漱石枕流, 돌로 양치질하고 흐르는 물을 베개로 삼겠다)에서 유래한 것으로, 억지가 강하거나 괴짜라는 것의 대표적인 예이다. 소세키는 원래 시키의 수많은 필명 가운데 하나였으나, 이후에 소세키는 시키로부터 이를 물려받았다.
1890년에 창설된 지 얼마 안된 제국대학(이후 도쿄 제국대학) 영문과에 입학하며, 이즈음에 염세주의와 신경쇠약이 나타나기 시작하였다. 1887년에는 큰 형 다이스케(大助)를 잃고, 얼마 지나지 않아서는 둘째 형 에이노스케(榮之助)를 잃는다. 1891년에는 셋째 형 와사부로(和三郎)의 아내 도세(登世)가 스물다섯의 나이로 세상을 떠났다.
1892년에는 병역을 피하기 위해 분가하였으며, 홋카이도로 적을 옮겼다. 같은 해 5월에는 도쿄 전문학교(지금의 와세다 대학)의 강사를 시작한다. 이후 시키가 대학을 중퇴하지만, 소세키는 마쓰야마의 시키의 집에서 뒤에 소세키를 직업작가의 길로 이끄는 다카하마 교시와 만나게 되었다.

### 영국 유학
1893년에 도쿄 제국대학을 졸업하고, 도쿄 고등사범학교 영어교사가 되었으나 일본인이 영문학을 가르치는 것에 위화감을 느끼기 시작했다. 잇단 가족 죽음과 함께 폐결핵, 극도의 신경쇠약 등이 나타난 게 이때다. 1895년에 도쿄에서 도망치듯 고등사범학교에서 사직하고, 스가 도라오(菅虎雄)의 주선으로 에히메현 심상 중학교로 부임한다. 마쓰야마시는 시키의 고향으로, 이 즈음에 시키와 함께 하이쿠나 작품을 남기고 있다.
1896년에는 구마모토현 제5고등학교(구마모토 대학의 전신)의 영어교사로 부임하고, 친족들의 권유로 귀족원 서기관장이던 나카네 시게카즈의 장녀 교코와 결혼하지만, 좋은 관계는 맺지 못하는 등 원만한 부부는 아니었다.

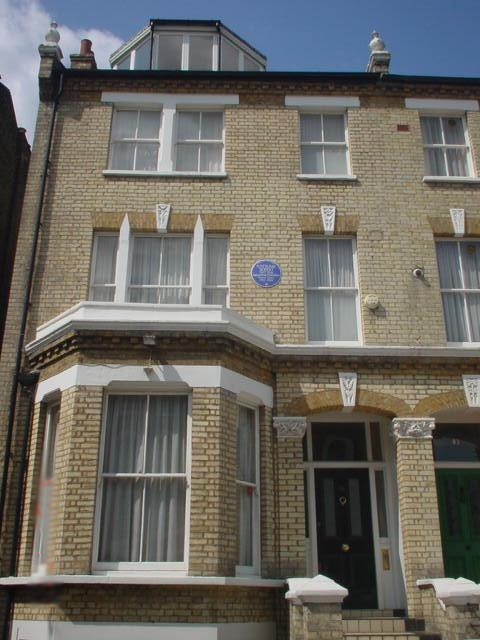
런던 체류 당시 나쓰메 소세키가 마지막으로 있던 집

1900년 5월에 문부성에 의해 영문학 연구를 위해 영국 유학을 떠나게 된다. 메리디스나 디킨스 등을 주로 읽었다. 《긴 봄날의 소품》(永日小品)에서도 등장하는 셰익스피어 연구가 윌리엄 크레이그의 지도를 받거나, 《문학론》(文学論) 연구 등을 하지만 영문학 연구와의 위화감은 지속되어 신경쇠약은 심해졌다. 또한 동양인이라는 이유에서 인종차별을 받는 등의 초조함도 쌓여 몇 번이나 거처를 옮겼다.
1901년에 물리화학 연구를 위해 2년간 독일로 유학해 있던 화학자 이케다 기쿠나에가 베를린에서 소세키를 찾아와 잠시 동거한 것으로 인해 깊은 자극을 받고, “기쿠나에에게 받은 자극을 계기로 소세키가 과학이라는 학문을 강하게 의식하기 시작했다”. 그러나 이 시기에 혼자서 연구에 몰두하는 등으로 인해 주변의 일본인들에게서 “나쓰메가 미쳤다”는 소문이 돌기 시작했고, 이를 계기로 문부성에서 귀국 명령을 내린다. 1903년에 결국 일본으로 귀국하게 되었으며, 소세키가 마지막으로 살았던 집의 맞은 편에 1984년에 쓰네마쓰 이쿠오에 의해 런던 소세키 기념관이 설립되었다.

### 아사히 신문사 입사와 문호의 길
귀국 이후 도쿄 제국대학의 강사나 메이지 대학의 강사 등을 전전하던 소세키는, 신경쇠약을 완화하기 위해 데뷔작인 《나는 고양이로소이다》를 집필하고 시키 문하의 모임에서 발표하여 호평을 얻었다. 1905년 1월에 《호토토기스》에 1회만 게재할 계획이었지만, 호평으로 속편을 집필한다. 이때부터 작가의 길을 열망하기 시작했고, 이후 〈런던탑〉이나 《도련님》 등을 연달아 발표하면서 인기를 얻어간다. 소세키의 작품은 세속을 잊고 인생을 관조하는, 이른바 저회취미(低徊趣味, 소세키의 조어)적 요소가 강해 당시 주류였던 자연주의와 대립된 여유파로 불렸다.
1907년에 도쿄 아사히 신문의 주필이던 이케베 산잔의 초청으로 아사히 신문사에 입사해 본격적인 직업작가의 길을 걷기 시작하였다. 같은 해에 직업작가로서의 첫 작품 《우미인초》의 연재를 시작하고, 집필 도중에 신경쇠약이나 위병 등으로 고생했다. 1909년에 친우였던 남만주 철도 총재 나카무라 요시코토의 초청으로 만주와 조선을 여행한다. 이 여행의 기록은 《아사히 신문》에 〈만한 이곳저곳〉(満韓ところどころ)이란 이름으로 연재되었다.

### 슈젠지의 큰 병
1910년 6월, 《산시로》와 《그 후》에 이은 전반기 3부작의 세 번째 작품 《문》을 집필하던 중에 위궤양으로 입원하게 된다. 같은 해 8월에는 이즈의 슈젠지로 요양을 떠난다. 그러나 거기에서 병이 악화되어 각혈을 일으키고, 위독한 상태가 된다. 이것이 바로 ‘슈젠지의 큰 병’(修善寺の大患)으로 불리는 사건이다. 이때 사경을 헤메던 것은 이후의 작품에 영향을 주게 되었다.
같은 해 10월에 용태가 안정되었고, 다시 입원하였으나 이후에도 위궤양 등으로 수차례 고통을 겪는다. 1912년 12월에는 병으로 《행인》의 집필도 중단한다. 이후의 작품은 인간의 이기적인 마음을 따라가면서, 후반기 3부작이라고 불리는 《피안이 지날 때까지》, 《행인》, 《마음》으로 연결되었다.
1915년 3월에 교토에서 놀던 중 다섯 번째의 위궤양으로 쓰러진다. 6월부터는 《나는 고양이로소이다》 집필 당시의 환경을 돌아보는 내용인 《한눈팔기》의 연재를 시작하지만 1916년에는 당뇨병도 앓게 된다. 그해 1월 9일에 큰 내출혈을 일으키면서 《명암》 집필 중 향년 48세로 요절하였다.
소세키가 요절한 다음 날, 사체는 도쿄 제국대학 의학부 해부실에서 나가요 마타로에 의해 해부되었다. 이때 적출된 뇌하고 위는 기증되어, 뇌는 현재도 에탄올에 담긴 상태로 도쿄 대학 의학부에 보관되어 있다. 묘는 도쿄도 도시마구 미나미이케부쿠로의 조시가야 묘원(雑司ヶ谷霊園)이다.

## 1000엔 지폐

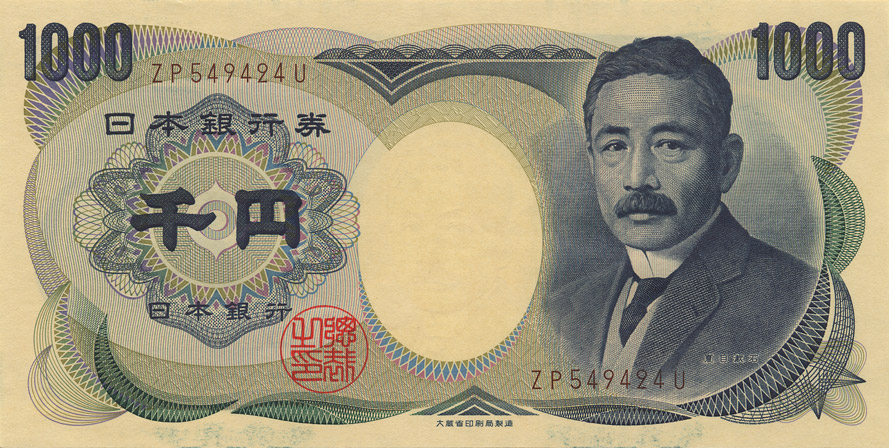
나쓰메 소세키가 새겨진 1000엔 지폐

나쓰메 소세키는 원래 지폐의 인물은 아니었다. 일본 정부는 맨 처음 쇼토쿠 태자를, 그 다음에는 이토 히로부미를 1000엔 지폐의 인물로 선정해서 인쇄를 했다. 그러나 이 때문에 대한민국을 비롯한 중화인민공화국, 홍콩, 대만 등의 주변국들과 심각한 외교 마찰을 빚는 바람에 일본 정부에서는 1000엔 지폐의 인물을 1984년(쇼와 59년)에 이토 히로부미에서 그 자리에 나쓰메 소세키로 바꾸는 것으로 일단락했다. 헤이세이 16년(2004년) 이후로는 노구치 히데요로 초상이 바뀌었다.

## 주요 작품

### 소설
- 《나는 고양이로소이다》(吾輩は猫である, 1905년 ~ 1906년)
- 《도련님》(坊っちゃん, 1906년）
- 《풀베개》(草枕, 1906년）
- 《이백십일》(二百十日 , 1906년)
- 《태풍》(野分, 1907년)
- 《우미인초》(虞美人草, 1907년)
- 《산시로》(三四郞, 1908년）
- 《갱부》(坑夫, 1908년）
- 《그 후》(それから, 1909년）
- 《문》(門, 1910년)
- 《피안이 지날 때까지》(彼岸過迄, 1912년)
- 《행인》(行人, 1912년)
- 《마음》(心, 1914년)
- 《한눈팔기》(道草, 1915년)
- 《명암》(明暗, 1916년)

### 단편 소설·소품
- 《런던탑》(倫敦塔, 1905년)
- 《환영의 방패》(幻影の盾, 1905년)
- 《琴のそら音》(1905년)
- 《하룻밤》(一夜, 1905년)
- 《해로행》(薤露行, 1905년)
- 《취미의 유전》(趣味の遺伝, 1906년)
- 《문조》(文鳥, 1908년)
- 《몽십야》(夢十夜, 1908년)
- 《긴 봄날의 소품》(永日小品, 1909년)

### 평론·강연 등
평론
- 《문학론》(文学論, 1907년)
- 《문학평론》(文学評論, 1909년)

수필
- 생각나는 것들 〈思ひ出すことなど〉(1910년)
- 〈유리문 안에서〉(硝子戸の中, 1915년)

강연
- 〈현대 일본의 개화〉(現代日本の開化, 1911년)
- 〈나의 개인주의〉(私の個人主義, 1914년)

기행
- 〈カーライル博物館〉(1905년)
- 〈만한 이곳저곳〉(満韓ところどころ, 1909년)

시집 등
- 《소세키 하이쿠집》(漱石俳句集, 1917년)
- 《소세키 시집 인보부》(漱石詩集 印譜附, 1919년)

신체시
- 〈종군행〉(従軍行, 1904년)

### 한국어 번역본
- 행인, 유숙자 역, 문학과지성사, 2001.
- 유리문 안에서, 김정숙 역, 민음사, 2000.
- 소가 되어 인간을 밀어라, 미요시 유키오 편, 이종수 역, 미다스북스, 2004.
- 명암, 김정훈 역, 범우사, 2005.
- 마음, 그 후, 서석연 역, 범우사, 1990.
- 나쓰메 소세키 단편선집, 김정숙 역, 삼신각, 1996.

이 외에는 개별 작품에 판본정보가 정리되어 있다.

## 명언
자신을 위해 만든 것이 아니면 안 된다.

## 참고 문헌
- 에토 준, 《소세키와 그 시대》(漱石とその時代)
- 고모리 요이치, 《나는 소세키로소이다》(원제: 漱石を読みなおす)

## 같이 보기
- 이와나미 서점
- 마쓰야마시
- 세설신어
- 한자성어